# الناحية المركزية (مقاطعة كرمان)
 الناحية المركزية في مقاطعة كرمان ((بالفارسية: بخش مرکزی شهرستان کرمان)) هي إحدى النواحي (تسمى ناحية في التقسيم الإداري الايراني للمناطق) في مقاطعة كرمان التابعة لمحافظة كرمان في إيران. في تعداد عام 2006 ، كان عدد سكانها 557,236 نسمة يتبعون إلى 142,815 عائلة. الناحية المركزية تتكون من أربعة مدن وهي: كرمان  وباغين واختيار اباد وزنغي أباد. وتمتلك الناحية خمسة أقسام ريفية  وهي: قسم باغين الريفي وقسم درخنغان الريفي وقسم اختيار اباد الريفي وقسم سراسياب فرسنغي الريفي، وقسم زنغي أباد الريفي.